# Xenopachys schurmanni
Xenopachys schurmanni là một loài bọ cánh cứng trong họ Cerambycidae.